# Kasteel van Trigonant
Het Kasteel van Trigonant (Frans: Château de Trigonant) is een kasteel in de Franse gemeente Antonne-et-Trigonant. Het kasteel is een beschermd historisch monument sinds 1948.